# Veilburgo
Veilburgo (em alemão: Weilburg) é uma cidade da Alemanha localizado no distrito de Limburgo-Veilburgo, na região de Gießen, estado da Hesse.